# Aprilia
Aprilia là một công ty con của tập đoàn Piaggio, chuyên sản xuất xe mô tô. Công ty có trụ sở ở Noale, Italia.

## Lịch sử
Aprilia được doanh nhân Alberto Beggio thành lập ngay sau khi chiến tranh thế giới thứ hai kết thúc (1945). Những năm đầu họ chỉ sản xuất xe đạp. Đến năm 1968, Aprilia bắt đầu sản xuất những chiếc xe dung tích 50cc đầu tiên.
Năm 2004, hãng xe được bán lại cho tập đoàn Piaggio.

## Hoạt động đua xe
Từ những năm đầu thập niên 1990, Aprilia bắt đầu tích cực tham gia các giải đua mô tô thế giới. Họ đạt được nhiều thành công ở các thể thức nhỏ như 125cc và 250cc. Có rất nhiều tay đua nổi tiếng sử dụng xe của Aprilia để vô địch các giải đua này, có thể kể đến Max Biaggi (vô địch 250cc 1994, 1995, 1996), Valentino Rossi (vô địch 125cc 1997, vô địch 250cc 1999) hay Jorge Lorenzo (vô địch 250cc 2006, 2007) v.v...
Aprilia lần đầu thử sức ở thể thức MotoGP từ năm 2012 với tư cách là đối tác cung cấp xe cho các đội đua tư nhân nhưng không thể trụ lại được lâu do không cạnh tranh được với các hãng xe đến từ Nhật Bản.
Năm 2015, Aprilia một lần nữa trở lại giải đua này bằng cách liên minh với đội đua Gresini thành lập đội đua Aprilia Racing Team Gresini sử dụng chiếc xe RS-GP để thi đấu.
Từ năm 2022, do đối tác Gresini không gia hạn hợp đồng nên Aprilia đi đến quyết định tự thành lập một đội đua độc lập, họ đã chiêu mộ Maverick Vinales cho dự án MotoGP của mình.